# マーカス・シェンケンバーグ
マーカス・シェンケンバーグ（Marcus Schenkenberg、1968年8月4日 - ）は、スウェーデンの男性ファッションモデル、俳優。ストックホルム出身。
カルバン・クライン、ヴェルサーチ、ジョルジオ・アルマーニ、ダナ・キャランなどのモデルを務める。2000年から2001年にかけてパメラ・アンダーソンと交際していた。